# 東京都已廢除的市町村列表
東京都已廢除的市町村列表（とうきょうとのはいししちょうそんいちらん）包括了東京都（1943年以前為東京府）實行市制、町村制（1889年5月1日）後，因為市町村合併而被廢除的市町村一覽。不包括只是更改名稱的市町村。

## 條件
- 實行「町制」、「市制」的區町村的情況下：
  - 改制的「市町村」不包括在列表中。（例：羽村町→羽村市）
  - 町制、市制施行期間改名的市町村不包括在列表中。（例：秋多町→秋川市）
- 改名的市町村不包括在列表中。（例：新島本村→新島村）
- 改變所屬郡、所屬府都的市町村不包括在列表中。（例：東京府→東京都）
- 市町村因合併而被廢除的情況下：
  - 編入合併市町村時，仍然存在地市町村不包括在列表中。
  - 編入合併市町村時，廢除的市町村包括在列表中。
  - 新設合併市町村時，廢除的市町村包括在列表中。
  - 新設合併市町村時，名稱保留的市町村但與舊轄址不同的包括在列表中。（例：三宅村→三宅村）
- 東京都的區、特別區的廢止區包括在列表中。（例：淺草區→台東區）
- 分割與分立的情況下：
  - 分割而被廢除的市町村包括在列表中。
  - 分立後仍然存在的市町村不包括在列表中。（例：淵江村的一部→伊興村）

## 1909年以前
- 南多摩郡（旧）日野町（1901年4月1日） 合并为南多摩郡日野町。
- 南多摩郡桑田村（1901年4月1日） 合并为南多摩郡日野町。
- 北多摩郡（旧）中藤村（1908年4月1日） 合并为北多摩郡中藤村。
- 北多摩郡横田村（1908年4月1日） 合并为北多摩郡中藤村。

## 1910年代
- 南葛饰郡瑞穗村（1913年4月1日） 合并为南葛饰郡瑞江村。
- 南葛饰郡一之江村（1913年4月1日） 合并为南葛饰郡瑞江村。
- 南葛饰郡大木村（1914年4月1日） 分割编入南葛饰郡吾嬬町・本田村。
- 南葛饰郡平井村（1914年4月1日） 一部编入南葛饰郡奥户村，另一部合并为南葛饰郡小松川町。
- 南葛饰郡船堀村（1914年4月1日） 一部编入南葛饰郡松江村，另一部合并为南葛饰郡小松川町。
- 南葛饰郡小松川村（1914年4月1日） 一部编入南葛饰郡松江村，另一部合并为南葛饰郡小松川町。
- 北多摩郡中藤村（1917年4月1日） 合并为北多摩郡村山村。
- 北多摩郡三木村（1917年4月1日） 合并为北多摩郡村山村。
- 北多摩郡岸村（1917年4月1日） 合并为北多摩郡村山村。
- 西多摩郡（旧）五日市町（1918年12月1日） 合并为西多摩郡五日市町。
- 西多摩郡三里村（1918年12月1日） 合并为西多摩郡五日市町。
- 西多摩郡明治村（1918年12月1日） 合并为西多摩郡五日市町。
- 北多摩郡高木村（1919年11月1日） 合并为北多摩郡大和村。
- 北多摩郡清水村（1919年11月1日） 合并为北多摩郡大和村。
- 北多摩郡奈良桥村（1919年11月1日） 合并为北多摩郡大和村。
- 北多摩郡藏敷村（1919年11月1日） 合并为北多摩郡大和村。
- 北多摩郡芋洼村（1919年11月1日） 合并为北多摩郡大和村。
- 北多摩郡狭山村（1919年11月1日） 合并为北多摩郡大和村。

## 1920年代
- 豐多摩郡內藤新宿町 （1920年4月1日）編內東京市四谷區
- 西多摩郡菅生村 （1921年4月1日）新設西多摩郡多西村
- 西多摩郡草花村 （1921年4月1日）新設西多摩郡多西村
- 西多摩郡原小宮村 （1921年4月1日）新設西多摩郡多西村
- 西多摩郡瀨戶岡村 （1921年4月1日）新設西多摩郡多西村
- 北多摩郡大神村 （1928年1月1日）新設北多摩郡昭和村
- 北多摩郡中神村 （1928年1月1日）新設北多摩郡昭和村
- 北多摩郡築地村 （1928年1月1日）新設北多摩郡昭和村
- 北多摩郡宮澤村 （1928年1月1日）新設北多摩郡昭和村
- 北多摩郡福島村 （1928年1月1日）新設北多摩郡昭和村
- 北多摩郡上川原村 （1928年1月1日）新設北多摩郡昭和村
- 北多摩郡田中村 （1928年1月1日）新設北多摩郡昭和村
- 北多摩郡鄉地村 （1928年1月1日）新設北多摩郡昭和村

## 1930年代
- 荏原郡品川町 （1932年10月1日）編入東京市（新設品川區）
- 荏原郡大崎町 （1932年10月1日）編入東京市（新設品川區）
- 荏原郡大井町 （1932年10月1日）編入東京市（新設品川區）
- 荏原郡荏原町 （1932年10月1日）編入東京市（新設荏原區）
- 荏原郡目黑町 （1932年10月1日）編入東京市（新設目黑區）
- 荏原郡碑衾町 （1932年10月1日）編入東京市（新設目黑區）
- 荏原郡大森町 （1932年10月1日）編入東京市（新設大森區）
- 荏原郡入新井町 （1932年10月1日）編入東京市（新設大森區）
- 荏原郡東調布町 （1932年10月1日）編入東京市（新設大森區）
- 荏原郡池上町 （1932年10月1日）編入東京市（新設大森區）
- 荏原郡馬込町 （1932年10月1日）編入東京市（新設大森區）
- 荏原郡羽田町 （1932年10月1日）編入東京市（新設蒲田區）
- 荏原郡蒲田町 （1932年10月1日）編入東京市（新設蒲田區）
- 荏原郡六鄉町 （1932年10月1日）編入東京市（新設蒲田區）
- 荏原郡矢口町 （1932年10月1日）編入東京市（新設蒲田區）
- 荏原郡世田谷町 （1932年10月1日）編入東京市（新設世田谷區）
- 荏原郡駒澤町 （1932年10月1日）編入東京市（新設世田谷區）
- 荏原郡玉川村 （1932年10月1日）編入東京市（新設世田谷區）
- 荏原郡松澤村 （1932年10月1日）編入東京市（新設世田谷區）
- 豐多摩郡淀橋町 （1932年10月1日）編入東京市（新設淀橋區）
- 豐多摩郡大久保町 （1932年10月1日）編入東京市（新設淀橋區）
- 豐多摩郡落合町 （1932年10月1日）編入東京市（新設淀橋區）
- 豐多摩郡戶塚町 （1932年10月1日）編入東京市（新設淀橋區）
- 豐多摩郡澀谷町 （1932年10月1日）編入東京市（新設澀谷區）
- 豐多摩郡千駄谷町 （1932年10月1日）編入東京市（新設澀谷區）
- 豐多摩郡代代幡町 （1932年10月1日）編入東京市（新設澀谷區）
- 豐多摩郡中野町 （1932年10月1日）編入東京市（新設中野區）
- 豐多摩郡野方町 （1932年10月1日）編入東京市（新設中野區）
- 豐多摩郡杉並町 （1932年10月1日）編入東京市（新設杉並區）
- 豐多摩郡和田堀町 （1932年10月1日）編入東京市（新設杉並區）
- 豐多摩郡井荻町 （1932年10月1日）編入東京市（新設杉並區）
- 豐多摩郡高井戶町 （1932年10月1日）編入東京市（新設杉並區）
- 北豐島郡南千住町 （1932年10月1日）編入東京市（新設荒川區）
- 北豐島郡日暮里町 （1932年10月1日）編入東京市（新設荒川區）
- 北豐島郡三河島町 （1932年10月1日）編入東京市（新設荒川區）
- 北豐島郡尾久町 （1932年10月1日）編入東京市（新設荒川區）
- 北豐島郡瀧野川町 （1932年10月1日）編入東京市（新設瀧野川區）
- 北豐島郡王子町 （1932年10月1日）編入東京市（新設王子區）
- 北豐島郡岩淵町 （1932年10月1日）編入東京市（新設王子區）
- 北豐島郡巢鴨町 （1932年10月1日）編入東京市（新設豐島區）
- 北豐島郡西巢鴨町 （1932年10月1日）編入東京市（新設豐島區）
- 北豐島郡高田町 （1932年10月1日）編入東京市（新設豐島區）
- 北豐島郡長崎町 （1932年10月1日）編入東京市（新設豐島區）
- 北豐島郡板橋町 （1932年10月1日）編入東京市（新設板橋區）
- 北豐島郡上板橋村 （1932年10月1日）編入東京市（新設板橋區）
- 北豐島郡志村 （1932年10月1日）編入東京市（新設板橋區）
- 北豐島郡練馬町 （1932年10月1日）編入東京市（新設板橋區）
- 北豐島郡赤塚村 （1932年10月1日）編入東京市（新設板橋區）
- 北豐島郡中新井村 （1932年10月1日）編入東京市（新設板橋區）
- 北豐島郡上練馬村 （1932年10月1日）編入東京市（新設板橋區）
- 北豐島郡石神井村 （1932年10月1日）編入東京市（新設板橋區）
- 北豐島郡大泉村 （1932年10月1日）編入東京市（新設板橋區）
- 南足立郡千住町 （1932年10月1日）編入東京市（新設足立區）
- 南足立郡梅島町 （1932年10月1日）編入東京市（新設足立區）
- 南足立郡西新井町 （1932年10月1日）編入東京市（新設足立區）
- 南足立郡綾瀨村 （1932年10月1日）編入東京市（新設足立區）
- 南足立郡東淵江村 （1932年10月1日）編入東京市（新設足立區）
- 南足立郡花畑村 （1932年10月1日）編入東京市（新設足立區）
- 南足立郡渕江村 （1932年10月1日）編入東京市（新設足立區）
- 南足立郡伊興村 （1932年10月1日）編入東京市（新設足立區）
- 南足立郡舍人村 （1932年10月1日）編入東京市（新設足立區）
- 南足立郡江北村 （1932年10月1日）編入東京市（新設足立區）
- 南葛飾郡隅田町 （1932年10月1日）編入東京市（新設向島區）
- 南葛飾郡寺島町 （1932年10月1日）編入東京市（新設向島區）
- 南葛飾郡吾嬬町 （1932年10月1日）編入東京市（新設向島區）
- 南葛飾郡龜戶町 （1932年10月1日）編入東京市（新設城東區）
- 南葛飾郡大島町 （1932年10月1日）編入東京市（新設城東區）
- 南葛飾郡砂町 （1932年10月1日）編入東京市（新設城東區）
- 南葛飾郡南綾瀨町 （1932年10月1日）編入東京市（新設葛飾區）
- 南葛飾郡本田町 （1932年10月1日）編入東京市（新設葛飾區）
- 南葛飾郡奧戶町 （1932年10月1日）編入東京市（新設葛飾區）
- 南葛飾郡新宿町 （1932年10月1日）編入東京市（新設葛飾區）
- 南葛飾郡金町 （1932年10月1日）編入東京市（新設葛飾區）
- 南葛飾郡龜青村 （1932年10月1日）編入東京市（新設葛飾區）
- 南葛飾郡水元村 （1932年10月1日）編入東京市（新設葛飾區）
- 南葛飾郡小松川町 （1932年10月1日）編入東京市（新設江戶川區）
- 南葛飾郡小岩町 （1932年10月1日）編入東京市（新設江戶川區）
- 南葛飾郡松江町 （1932年10月1日）編入東京市（新設江戶川區）
- 南葛飾郡鹿本村 （1932年10月1日）編入東京市（新設江戶川區）
- 南葛飾郡瑞江村 （1932年10月1日）編入東京市（新設江戶川區）
- 南葛飾郡篠崎村 （1932年10月1日）編入東京市（新設江戶川區）
- 南葛飾郡葛西村 （1932年10月1日）編入東京市（新設江戶川區）
- 北多摩郡砧村 （1936年10月1日）編入東京市世田谷區
- 北多摩郡千歲村 （1936年10月1日）編入東京市世田谷區

## 1940年代
- 西多摩郡福生村 （1940年11月10日）新設西多摩郡福生町
- 西多摩郡熊川村 （1940年11月10日）新設西多摩郡福生町
- 西多摩郡箱根崎村 （1940年11月10日）新設西多摩郡瑞穗町
- 西多摩郡石畑村 （1940年11月10日）新設西多摩郡瑞穗町
- 西多摩郡殿谷村 （1940年11月10日）新設西多摩郡瑞穗町
- 西多摩郡長岡村 （1940年11月10日）新設西多摩郡瑞穗町
- 南多摩郡小宮町 （1941年10月1日）編入八王子市
- 東京市 （1943年7月1日）東京都制施行，與東京府合併、新設東京都
- （三宅支廳）神着村 （1946年10月1日）新設三宅村
- （三宅支廳）伊豆村 （1946年10月1日）新設三宅村
- （三宅支廳）伊谷村 （1946年10月1日）新設三宅村
- 麴町區 （1947年3月15日）新設千代田區
- 神田區 （1947年3月15日）新設千代田區
- 日本橋區 （1947年3月15日）新設中央區
- 京橋區 （1947年3月15日）新設中央區
- 赤坂區 （1947年3月15日）新設港區
- 麻布區 （1947年3月15日）新設港區
- 芝區 （1947年3月15日）新設港區
- 四谷區 （1947年3月15日）新設新宿區
- 牛込區 （1947年3月15日）新設新宿區
- 淀橋區 （1947年3月15日）新設新宿區
- 小石川區 （1947年3月15日）新設文京區
- 本鄉區 （1947年3月15日）新設文京區
- 下谷區 （1947年3月15日）新設台東區
- 淺草區 （1947年3月15日）新設台東區
- 本所區 （1947年3月15日）新設墨田區
- 向島區 （1947年3月15日）新設墨田區
- 深川區 （1947年3月15日）新設江東區
- 城東區 （1947年3月15日）新設江東區
- 荏原區 （1947年3月15日）編入品川區
- 大森區 （1947年3月15日）新設大田區
- 蒲田區 （1947年3月15日）新設大田區
- 王子區 （1947年3月15日）新設北區
- 瀧野川區 （1947年3月15日）新設北區

## 1950年代
- 西多摩郡青梅町 （1951年4月1日）新設青梅市
- 西多摩郡霞村 （1951年4月1日）新設青梅市
- 西多摩郡調布村 （1951年4月1日）新設青梅市
- （小笠原支廳）大村 （1952年4月28日）舊金山和約生效而廢除
- （小笠原支廳）扇村袋澤村 （1952年4月28日）舊金山和約生效而廢除
- （小笠原支廳）沖村 （1952年4月28日）舊金山和約生效而廢除
- （小笠原支廳）北村 （1952年4月28日）舊金山和約生效而廢除
- （小笠原支廳）硫黃島村 （1952年4月28日）舊金山和約生效而廢除
- 北多摩郡府中町 （1954年4月1日）新設府中市
- 北多摩郡西府村 （1954年4月1日）新設府中市
- 北多摩郡多磨村 （1954年4月1日）新設府中市
- 南多摩郡（舊）町田町 （1954年4月1日）新設南多摩郡町田町
- 南多摩郡南村 （1954年4月1日）新設南多摩郡町田町
- 北多摩郡昭和町 （1954年5月1日）新設昭島市
- 北多摩郡拜島村 （1954年5月1日）新設昭島市
- （八丈支廳）三根村 （1954年10月1日）新設八丈村
- （八丈支廳）樫立村 （1954年10月1日）新設八丈村
- （八丈支廳）中之鄉村 （1954年10月1日）新設八丈村
- （八丈支廳）末吉村 （1954年10月1日）新設八丈村
- （八丈支廳）鳥打村 （1954年10月1日）新設八丈村
- （大島支廳）若鄉村 （1954年11月1日）編入新島本村
- 北多摩郡調布町 （1955年4月1日）新設調布市
- 北多摩郡神代町 （1955年4月1日）新設調布市
- 西多摩郡（舊）五日市町 （1955年4月1日）新設西多摩郡五日市町
- 西多摩郡增戶村 （1955年4月1日）新設西多摩郡五日市町
- 西多摩郡戶倉村 （1955年4月1日）新設西多摩郡五日市町
- 西多摩郡小宮村 （1955年4月1日）新設西多摩郡五日市町
- 西多摩郡東秋留村 （1955年4月1日）新設西多摩郡秋多町
- 西多摩郡西秋留村 （1955年4月1日）新設西多摩郡秋多町
- 西多摩郡多西村 （1955年4月1日）新設西多摩郡秋多町
- 西多摩郡冰川町 （1955年4月1日）新設西多摩郡奧多摩町
- 西多摩郡古里村 （1955年4月1日）新設西多摩郡奧多摩町
- 西多摩郡小河內村 （1955年4月1日）新設西多摩郡奧多摩町
- 西多摩郡吉野村 （1955年4月1日）編入青梅市
- 西多摩郡三田村 （1955年4月1日）編入青梅市
- 西多摩郡小曾木村 （1955年4月1日）編入青梅市
- 西多摩郡成木村 （1955年4月1日）編入青梅市
- 南多摩郡橫山村 （1955年4月1日）編入八王子市
- 南多摩郡元八王子村 （1955年4月1日）編入八王子市
- 南多摩郡恩方村 （1955年4月1日）編入八王子市
- 南多摩郡川口村 （1955年4月1日）編入八王子市
- 南多摩郡加住村 （1955年4月1日）編入八王子市
- 南多摩郡由井村 （1955年4月1日）編入八王子市
- （大島支廳）元村 （1955年4月1日）新設大島町
- （大島支廳）岡田村 （1955年4月1日）新設大島町
- （大島支廳）泉津村 （1955年4月1日）新設大島町
- （大島支廳）野增村 （1955年4月1日）新設大島町
- （大島支廳）差木地村 （1955年4月1日）新設大島町
- （大島支廳）波浮港村 （1955年4月1日）新設大島町
- （八丈支廳）大賀郷村 （1955年4月1日）編入八丈村（即日町制、八丈町）
- （八丈支廳）宇津木村 （1955年4月1日）編入八丈村（即日町制、八丈町）
- 西多摩郡平井村 （1955年6月1日）新設西多摩郡日之出村
- 西多摩郡大久野村 （1955年6月1日）新設西多摩郡日之出村
- （三宅支廳）（舊）三宅村 （1956年2月1日）新設三宅村
- （三宅支廳）坪田村 （1956年2月1日）新設三宅村
- （三宅支廳）阿古村 （1956年2月1日）新設三宅村
- 南多摩郡日野町 （1958年2月1日）新設日野市
- 南多摩郡七生村 （1958年2月1日）新設日野市
- 南多摩郡町田町 （1958年2月1日）新設町田市
- 南多摩郡忠生村 （1958年2月1日）新設町田市
- 南多摩郡鶴川村 （1958年2月1日）新設町田市
- 南多摩郡堺村 （1958年2月1日）新設町田市
- 南多摩郡淺川町 （1959年4月1日）編入八王子市

## 1960年代
- 北多摩郡砂川町 （1963年5月1日）編入立川市
- 南多摩郡由木村 （1964年8月1日）編入八王子市

## 1970年代 - 1980年代
20年間都內沒有市區町村被廢除

## 1990年代
- 秋川市 （1995年9月1日）新設秋留野市
- 西多摩郡五日市町 （1995年9月1日）新設秋留野市

## 2000年以後
- 田無市 （2001年1月21日）新設西東京市
- 保谷市 （2001年1月21日）新設西東京市